# とくしん橋
とくしん橋（とくしんばし）は、大分県宇佐市山本の駅館川水系社ヶ谷川に架かる石造桁橋である。大分県の有形文化財に指定されている。

## 概要
鷹栖観音堂や鷹栖つり橋公園の下流で駅館川の左岸に合流する社ヶ谷川に架かる石橋で、かつては宇佐と院内、安心院を結ぶ幹線道の一部を成していた。橋のやや上流側には、岩壁を刳り抜いて作られた隧道も残っている。
橋の両岸から3本ずつの斜桁をハの字型にせり出して、上に桁を渡した桁橋で、方杖橋ともいわれる形式の橋である。発掘された親柱に延享2年（1745年）の銘があり、大分県内最古の石橋と考えられている。
江戸時代の文書に、豊後の僧が鷹栖の新道を開いた（なお、宇佐は江戸時代には豊前であった）との記録が残っていることから、とくしん橋という名は、新道を開き、この橋を架けた僧の名ではないかとも推測されている。

## 諸元
- 所在地：大分県宇佐市山本
- 河川：駅館川水系社ヶ谷川
- 形式：単径間桁橋
- 橋長：8.0m
- 橋幅：3.0m
- 竣工：延享2年（1745年）
- 文化財指定等：大分県指定有形文化財

## 交通
- JR九州日豊本線柳ヶ浦駅からバスで約20分、山本停留所下車。徒歩約15分。